# Вилиџ Грин (Њујорк)
Вилиџ Грин (енгл. Village Green) насељено је место без административног статуса у америчкој савезној држави Њујорк.

## Демографија
По попису из 2010. године број становника је 3.891, што је 54 (-1,4%) становника мање него 2000. године.
| Група             | 2000.         | 2010.         |
| Белци             | 3.778 (95,8%) | 3.602 (92,6%) |
| Афроамериканци    | 41 (1,0%)     | 86 (2,2%)     |
| Азијати           | 29 (0,7%)     | 45 (1,2%)     |
| Хиспаноамериканци | 45 (1,1%)     | 86 (2,2%)     |
| Укупно            | 3.945         | 3.891         |